# Eriochloa lemmonii
Eriochloa lemmonii là một loài thực vật có hoa trong họ Hòa thảo. Loài này được Vasey & Scribn. mô tả khoa học đầu tiên năm 1883.